# 3橘之戀
《3橘之戀》是台灣導演鴻鴻執導的第一部電影，演員則找來小劇場演員擔綱，於1998年夏天拍攝，並在上映前於誠品書店、皇冠小劇場等地試映。一般認為該片受到法國新浪潮風格強烈影響。
3橘之戀的電影原聲帶獲得第11屆金曲獎最佳流行音樂演奏專輯獎。

## 獎項
- 威尼斯影展「新領域」單元，最佳新進作品獎(提名)
- 法國南特影展最佳導演獎
- 美國芝加哥影展費比西國際影評人獎

## 外部連結
- 金馬獎華語影片介紹~~劇情片>>3橘之戀
- 開眼電影網上《3橘之戀》的資料（繁體中文）
- 豆瓣电影上《3橘之戀》的資料 （简体中文）
- 时光网上《3橘之戀》的資料（简体中文）
- 香港影庫上《3橘之戀》的資料（繁體中文）
- 互联网电影数据库（IMDb）上《3橘之戀》的资料（英文）